# Música surera

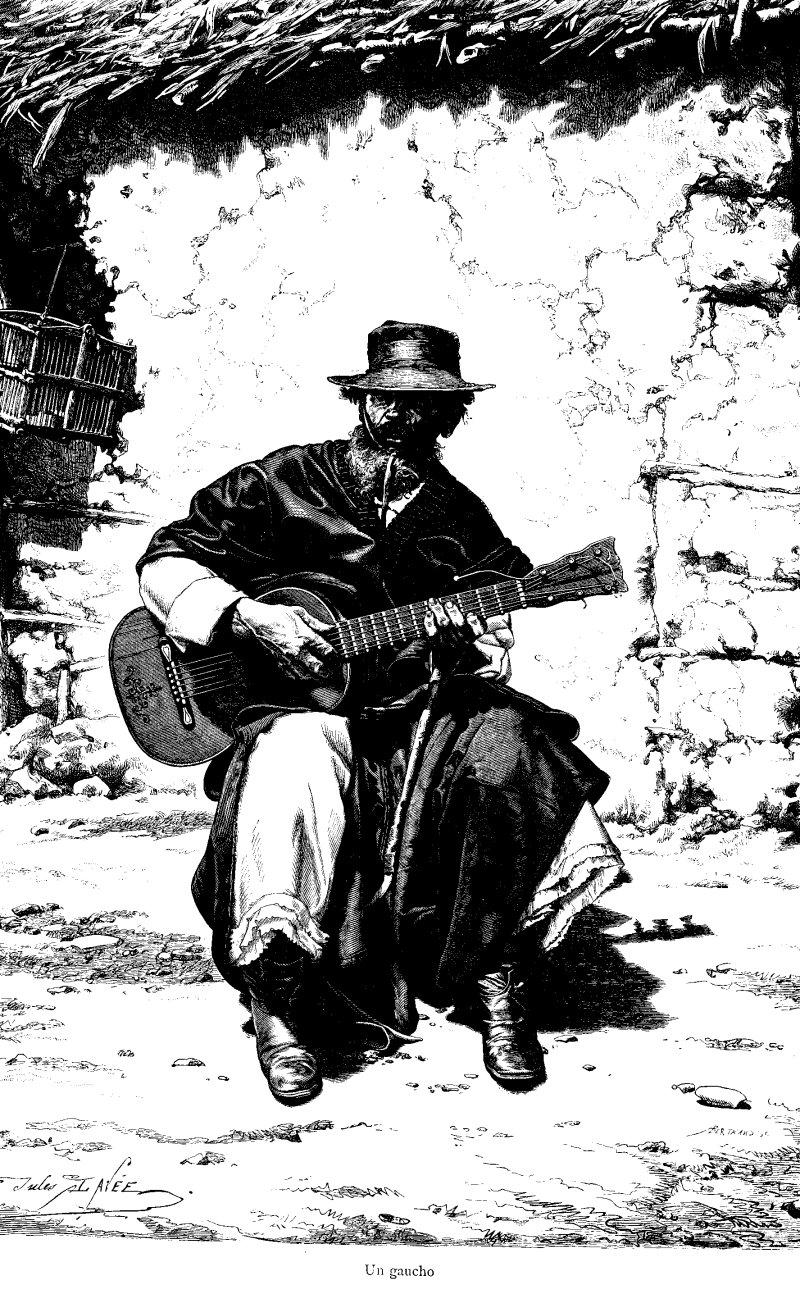
El canto del gaucho y su guitarra, forma tradicional de la música surera.

La música surera, música sureña o música tradicional pampeana (de la región pampeana) es la denominación que reciben una serie de estilos musicales de base folklórica, característicos de la región pampeana de Argentina, que en tiempos coloniales y hasta la bien entrada la segunda mitad del siglo XIX era el "sur" de la Nación. Los principales estilos y danzas que la integran son la milonga surera, milonga pampeana o milonga campera, el malambo, la payada, la cifra, la huella, el triunfo y el estilo. Asociada con la cultura gauchesca, tradicionalmente se interpreta con canto solista y guitarra.
Entre los intérpretes de música surera se destacan Atahualpa Yupanqui, Jorge Cafrune, Víctor Velázquez, José Larralde (Herencia pa' un hijo gaucho), Argentino Luna (Mire qué lindo es mi país, paisano), Alberto Merlo (La Vuelta de Obligado), Roberto Rimoldi Fraga (Argentino hasta la muerte), Marcelo Miraglia (El redomón pateador), Héctor del Valle, Carlos Ramón Fernández (El padre del campeón), Omar Moreno Palacios (Sencillito y de alpargatas), Suma Paz, Rafael Amor, Lucía Ceresani, Juan Antonio Márquez "El Cantor de los Montes del Tordillo", Adrián Maggi (Industria argentina), Facundo Picone (Huella de barro), entre otros.

## Algunas características
Milonga campera: Es de compás binario, con un acompañamiento de guitarra en 2/4.
Malambo: En esta danza, ejecutada solo por hombres, la música es interpretada por la guitarra y el bombo legüero
Payada: La payada puede ser obra de un solo payador (sin otro payador que le responda) o de contrapunto (con otro e incluso otros payadores que les respondan). El carácter más importante de esta especie es la improvisación del texto.
Huella: Esta danza se caracteriza por ser picaresca por sus giros y zapateos, además de ser señorial por el leve contacto con la manos
Triunfo: La música está compuesta por períodos de seis compases que abarcan tres frases cada uno, y que alternan con un interludio de igual duración (similar al malambo) que sirve de introducción.
Estilo: Tradicionalmente es cantado y acompañado en guitarra y se caracteriza por no tener una forma o estructura musical fija. Su estructura poética suele componerse a partir de la décima espinela.

## Tradición
La tradición acepta que cada estilo debe tener un intérprete solista con su guitarra, aunque con el tiempo se han ido incorporando distintos formatos, hasta llegar a que se interprete música surera con orquesta, aunque esto último se aplica más que nada, a la música conocida como surera urbana.
Destacar a algún intérprete por sobre los demás es muy difícil, pues los hay en cantidad y calidad, pero como en toda actividad humana algunos han llegado un poco más a la consideración del público, ellos han aportado la técnica musical perfecta y han agregado a su claridad de palabra, el sentimiento y la llegada al espectador (algo fundamental en la música) que vienen a completar junto con la técnica, en este caso en particular, lo que el intérprete está expresando, vivencias propias y ajenas, donde se eleva al cielo la poesía y desde allí se observa el paisaje y sus habitantes, es fundamental dibujar y pintar con la voz y la guitarra.
La música surera es única en cada pueblo, pues solo allí se pueden reconocer las personas y los personajes, el paisaje, los lugares, los ríos, los parajes, las estancias y sus historias. Por eso en esta música está guardada la historia oral de cada lugar.
Si bien puede rastrearse un origen con claras características afro en su constitución rítmica, que tenían en la danza un componente no menos complementario. Este componente, a través del tiempo y en las zonas rurales fundamentalmente, y con el advenimiento del gaucho y el criollo pampeano, fue perdiendo terreno, para ganarlo en las temáticas vinculadas a los modos de vida y de expresión del campo, la llanura, la pampa. La guitarra, la tonalidad menor, la décima, y otros géneros pampeanos como el Estilo y la Cifra, completaron el bagaje de géneros preferidos por los cantores y músicos al momento de expresar las cosas de la vida del campo. Es decir, el sentido rítmico de la danza (afro) fue dando paso al sentido rítmico del encordado de la guitarra, sobre el cual se explaya el canto llano, silábico y de hondo contenido filosófico en la vida del hombre de la pampa. Milonga de fogones, de payadas, de hondos y poéticos cantos criollos.
La Décima es una de las composiciones literarias preferidas por los compositores e intérpretes de la zona pampeana al momento del canto improvisado en la payada o cuando se recrea la milonga. Es una estrofa que está conformada por diez versos octosílabos y tiene sus orígenes en España en el siglo XVI.

Un ejemplo de una décima hecha por un payador en el año 2020:
Un mundo globalizado
No puede con la pandemia
Porque-actuar rápido-apremia
Ya nos pasó en el pasado
No-estuvimos preparados
Creyéndonos inmortales
En la mansión los feudales
Y-el pobre dentro-del suburbio
Que-aunque les parezca turbio

Al fin somos tan iguales
Las sílabas que están unidas por un guion se leen juntas (sinalefas) para lograr que cada verso sea octosílabo.

### Para ver y oír
- Milonga campera: https://www.youtube.com/watch?v=noPUoRgGy0E
- Malambo: https://www.youtube.com/watch?v=4cmsMTOwFUc
- Payada: https://www.youtube.com/watch?v=__8UtEIQmiY
- Cifra: https://www.youtube.com/watch?v=pAOBUIJmsOM
- Huella: https://www.youtube.com/watch?v=ubvs8dEY1is
- Triunfo: https://www.youtube.com/watch?v=l6CLJkslEQs
- Estilo: https://www.youtube.com/watch?v=M4KH4x0uKdc
- Apicella, Mauro (2 de julio de 2008). «Diálogo entre cantoras y payadoras. La música surera es (también) cosa de mujeres». La Nación. Consultado el 8 de mayo de 2010.
- PDS (21 de marzo de 2010). «Ángel Hechenleitner. Con la guitarra y el corazón mirando al sur. Diálogo entre cantoras y payadoras. La música surera es (también) cosa de mujeres». Boletín Folklore. Archivado desde el original el 4 de marzo de 2016. Consultado el 8 de mayo de 2010.
- «Blog dedicado a la cantora Lucía Ceresani».
- Canal Encuentro, documental Pequeños Universos
- Canal Encuentro, Milonga Surera

- Datos: Q6036579